# Loidis
Loidis o Loides era el nombre por el que se conocía a un territorio boscoso que cubría la mayor parte del reino britano de Elmet, en la antigua Gran Bretaña del siglo V. En la zona que luego pasó a conocerse como Elmet los nativos se llamaban, en su propia lengua, "Loides", nombre que aún aparece en mapas modernos de la zona. El término es también raíz de los nombres de las aldeas de Lead, Ledston, Ledsham, Leathley y Leeds.
El nombre de la ciudad de Leeds (principal centro de Elmet) concretamente proviene de la derivación de Loidis a Leodis, luego a Ledes, para llegar luego a su denominación actual.